# Hynek Glos

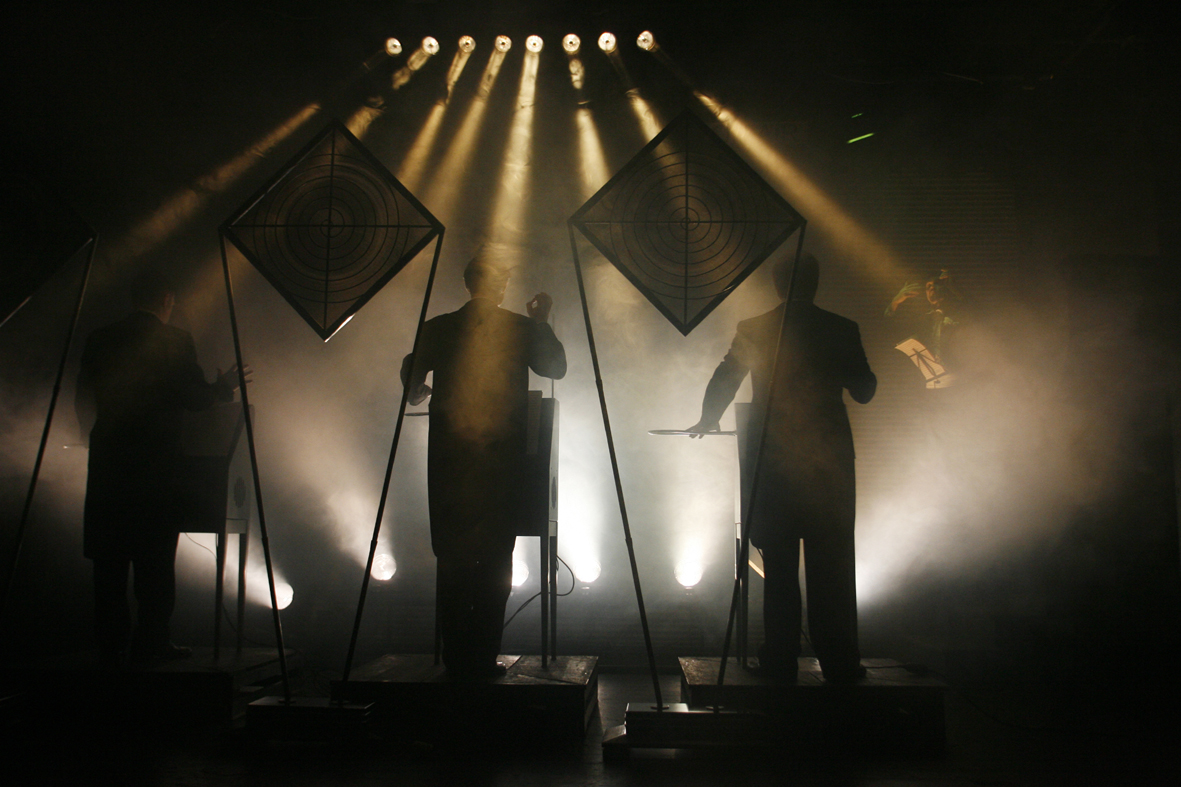
Hynek Glos: Teremin, představení v Dejvickém divadle

Hynek Glos (* 20. září 1973 Praha) je český fotograf.

## Život
Narodil se v Praze. Vystudoval tehdejší Střední průmyslovou školu zeměměřickou. Pokračoval ve studiu fotografie na Pražské fotografické škole. Působil v časopisech ANO, Mladá fronta DNES a Lidové noviny (2001–2008). V současné době (2012) pracuje v redakci časopisu Euro.
Je dlouholetým fotografem Dejvického divadla.
Dočasně pracuje pro Universitu Karlovu

## Ocenění díla
- 2002 Záplavy v Terezíně – Czech Press Photo, 2. cena v kategorii reportáž[1]
- 2007 Agent Orange – Czech Press Photo – 3. cena v kategorii reportáž[2]
- 2008 Moskevská zoo – Czech Press Photo – 1. cena v kategorii příroda a životní prostředí[3]
- 2010 X-Portrait, spolu s Martinem Pinkasem – čestné uznání v kategorii Portrét[4].
- 2011 Limity, Severočeská uhelná pánev, 20. 8. – 10. 9. 2011 – Czech Press Photo – 2. cena v kategorii příroda a životní prostředí[5],[6]